# Ghesquierellana
Ghesquierellana is een geslacht van vlinders uit de familie van de grasmotten (Crambidae), uit de onderfamilie van de Spilomelinae. De wetenschappelijke naam van dit geslacht is voor het eerst voorgesteld door de Belgische entomoloog Lucien Adolphe Berger in een publicatie uit 1955. Dit geslacht is vernoemd naar Jean Ghesquière die in Congo-Kinshasa veel onderzoek naar vlinders heeft verricht.

## Soorten
- Ghesquierellana hirtusalis (Walker, 1859)
- Ghesquierellana johnstoni (Tams, 1941)
- Ghesquierellana phialusalis (Walker, 1859)
- Ghesquierellana tessellalis (Gaede, 1917)
- Ghesquierellana thaumasia Munroe, 1959